# Thomas Schmidt (Kanute)
Thomas Schmidt (* 18. Februar 1976 in Bad Kreuznach) ist ein ehemaliger deutscher Kanute und derzeitiger Funktionär. Er wurde 2000 Olympiasieger im Kanuslalom. 

## Karriere
Schmidt wurde bei den Olympischen Spielen 2000 in Sydney Olympiasieger im Einer-Kajak der Herren. 2004 in Athen wurde er Fünfter. Bei Weltmeisterschaften gewann er einen Titel, als er 2002 Mannschaftsweltmeister wurde. Dreimal wurde Schmidt mit der Mannschaft Europameister. Darüber hinaus gewann Schmidt acht Deutsche Meistertitel als Erwachsener sowie zwei weitere im Juniorenbereich. 
2004 beendete Schmidt seine Karriere als Leistungssportler und schloss sein Maschinenbau-Studium an der Hochschule Augsburg ab. Seither ist Schmidt als Diplom-Ingenieur tätig, betätigte sich aber auch als Co-Kommentator für den Fernsehsender Eurosport bei Kanuslalom-Übertragungen. Im November 2008 wurde er in die Slalom-Kommission des Internationalen Kanu-Verbandes (ICF) gewählt.
Thomas Schmidt ist verheiratet und hat zwei Kinder. Er lebt in Augsburg und ist Mitglied von Kanu Schwaben Augsburg, der Kanusportabteilung des TSV Schwaben Augsburg.